# Арман Франсуа Одет Шапель де Жуміак
Арман Франсуа Одет Шапель де Жуміак (фр. Armand-François-Odet Chapelle de Jumilhac; 20 грудня 1804– 24 лютого 1879) — державний діяч Франції, 6-й герцог Рішельє.

## Життєпис
Походив зі знатного французького роду Шапель де Жуміак з Періге. Син маркіза Антуана-П'єра-Жозефа Шапеля де Жуміака, бригадного генерала Французької імперії, та Арманда-Сімпліція-Габріель дю Плессі. Народився 1804 року в Парижі. 1811 року Арман Емманюель де Плессі став клопотати про передання своїх титулів Арман Франсу Одету, але справа затягнулася через франко-російську війну 1812 року. Лише у 1818 року король Людовик XVIII надав схвальне рішення.
1822 року після смерті вуйка Арман Емманюель дю Плессі, герцога де Рішельє, успадкував його титули та маєтності. Невдовзі увійшов до складу палати перів. 1824 року став кавалером Ордену Почесного легіону.
1830 року підтримав Луї-Філіппа Орлеанського, який став королем Франції. У 1832 році замок Рішельє був знесений і проданий на будівельні матеріали торговцем по імені Бутрон. Обіймав помірковану позицію, засідав в палаті перів до 1848 року.
Помер 1879 року. Його спадкоємцем став небіж Марі Одет Рішар Арман Шапель де Жуміак.